# Black Watch (opera teatrale)
Black Watch è un’opera teatrale del drammaturgo scozzese Gregory Burke, debuttata all’Edinburgh Fringe Festival nell’agosto 2006. Basata su fatti realmente accaduti, la pièce, diretta da John Tiffany, è stata inserita nel cartellone della stagione inaugurale del National Theatre of Scotland, prima di debuttare nel 2009 a Londra, dove vinse il Laurence Olivier Award alla migliore nuova opera teatrale.

## Trama
I Black Watch, un regimento dell’esercito britannico, è di stanza a Fife e tutti i suoi membri sono figli e nipoti di precedenti commilitoni e la tradizione militare del gruppo ha radici che affondano in famiglia fino al 1739. Nell’ottobre 2004 i Black Watch si trovarono al centro di una controversia politica con l’esercito Statunitense quando questi chiesero loro di spostarsi più a Nord, fuori dalla Multi-National Division controllata dai britannici, per andare a sostituire il reggimento attualmente impegnato nella seconda battaglia di Fallujah.
Nonostante le obiezioni del parlamento, l’azione si svolse come su richiesta e i Black Watch furono trasferiti nel “Triangolo della Morte” tra Fallujah e Karbala, dove furono sottoposti a diversi attacchi. Il 4 novembre tre soldati e un traduttore furono uccisi da un attacco bomba in un check point. Questi uomini furono onorati come eroi in patria. Il 16 dicembre 2004 una nuova controversia colpì il regime, quando fu deciso di scioglierlo e accorpare gli uomini con altri regimenti della Scottish Devision. Geoff Hoon, segretario di Stato per la difesa del Regno Unito fu allora accusato di aver tradito gli uomini per fini politici.